# Молчание ягнят (роман)
«Молчание ягнят» (англ. The Silence of the Lambs) — роман Томаса Харриса, опубликованный в 1988 году. Второй роман в серии о серийном убийце Ганнибале Лектере. Входит в американскую версию «100 лучших детективных романов всех времён». Роман был впервые экранизирован в 1991 году, где роль Лектера сыграл Энтони Хопкинс. Также стал источником сюжета двух сериалов.

## Сюжет
Молодая курсантка Академии ФБР Клариса Старлинг по заданию своего начальника отдела психологии Джека Кроуфорда пытается побудить к сотрудничеству серийного убийцу-людоеда Ганнибала Лектера, пребывающего в психиатрической больнице штата Мэриленд. Благодаря информации, полученной от Лектера, девушка отыскивает голову неизвестного в машине одной из его жертв — флейтиста Бенджамина Распейла.
Кроуфорд пытается найти серийного убийцу, прозванного полицейскими, ведущими расследование, «Буффало Билл» за то, что он сдирает со своих жертв кожу. Лектеру известна личность убийцы (их познакомил Распейл), однако он отделывается намёками, помогающими ограничить критерии поиска лишь в обмен на воспоминания из детства Кларисы. Тем временем маньяк похищает Кэтрин Мартин, дочь младшего сенатора от штата Теннесси. ФБР известно, что маньяк держит жертвы в плену несколько дней, а затем их убивает. Кроуфорд блефует, делая через Старлинг предложение Ганнибалу о смягчении условий содержания якобы от лица сенатора. Честолюбивый главврач больницы Чилтон подслушивает разговор Лектера и Старлинг и сам связывается с сенатором Мартин. Сенатор, будучи очень влиятельной и решительной женщиной, добивается перевода Лектера в штат Теннесси. Тот соглашается на сделку: камеру в федеральной тюрьме, книги и работу психоаналитиком в обмен на информацию об убийце. Он называет имя убийцы — Билли Рубин.
Расчёт Ганнибала оправдывается: он истребляет своих охранников и совершает побег. Используя информацию Лектера о том, что убийца — это психопат, который возомнил себя транссексуалом и получил отказ в клиниках, где делают операции по перемене пола, так как не прошёл психологических тестов, Кроуфорд выходит на некоего Джейма Гамба и отдает приказ группе захвата. Клариса исследует прошлое Фредерики Биммел, одной из жертв Буффало Билла, и приходит к выводу, что он — портной, который шьёт себе костюм в виде тела женщины из частей кожи жертв похищения (поэтому маньяк, будучи крупным мужчиной, подбирает высоких и склонных к полноте женщин, которых держит несколько дней в плену и морит голодом: за время голодания кожа обвисает, и её удобнее снимать), в частности, у первой жертвы были небольшие груди, но широкая спина и он взял кожу спины, а у Кэтрин он собирался взять её пышный бюст (об этом говорит и Ганнибал Лектер). Она приезжает в дом покойной миссис Липманн, бывшей работодательницы Фредерики, и застаёт там самого Гамба, унаследовавшего её состояние. Увидев бабочку, чьи куколки убийца помещал в горло жертвам прежде, чем избавиться от тела, Старлинг догадывается, что хозяин дома и есть Буффало Билл, пытается арестовать его, но он скрывается в подвале. Она преследует убийцу, однако тот выключает свет, а сам, надев инфракрасные очки, крадётся следом, готовясь покончить с девушкой. Клариса стреляет на звук взводимого курка револьвера и убивает маньяка. Так Кэтрин Мартин обретает свободу. Лектер пишет письма Кроуфорду, Барни, Фредерику Чилтону и Старлинг, у которой спрашивает, замолчали ли ягнята, которых она в детстве пыталась спасти от забоя (ожидавшие забоя животные смирились со своей участью, лишь ягнята кричали, но Клариса не смогла их спасти; кошмарные сны с кричащими ягнятами преследовали Кларису всю сознательную жизнь, о чём она и рассказала Ганнибалу Лектеру, и он поинтересовался у неё, когда наступит молчание ягнят).

## Персонажи
- Ганнибал Лектер
- Клариса Старлинг
- Джек Кроуфорд
- Джейм Гам / Буффало Билл
- Барни Мэттьюс
- Арделия Мэпп
- Доктор Фредерик Чилтон
- Кэтрин Бэйкер Мартин
- Сенатор Рут Мартин
- Пол Крендлер
- Нобл Пилчер
- Альберт Роджен
- Ай Джей Миггз

## Образ Буффало Билла
Убийца является собирательным образом четырёх реально существовавших маньяков-убийц:
- Эд Гин — житель Висконсина, который грабил могилы и убивал женщин, используя их останки для создания мебели и кожу — для одежды. Также был прототипом Нормана Бейтса и Кожаного лица.
- Тед Банди — убивший около тридцати женщин в 1970-х. Он заманивал своих жертв так же, как Буффало Билл заманил в свой фургон Кэтрин Мартин. Как и Ганнибал Лектер, Банди помогал властям с поимкой других серийных убийц.
- Гэри М. Хейдник — держал в заложниках женщин, пряча их в глубокой яме в своём подвале.
- Эдмунд Кемпер — его первыми жертвами стали его бабушка с дедушкой, как и в случае с Буффало Биллом.

## Экранизации
Книга была экранизирована в 1991 году под одноименным названием. Режиссёр картины — Джонатан Демми. Картина стала третьим фильмом в истории премии Оскар, выигравшей 5 главных номинаций:
- Лучший фильм года
- Лучшая мужская роль (Энтони Хопкинс) за роль Ганнибала Лектера
- Лучшая женская роль (Джоди Фостер) за роль Кларисы Старлинг
- Лучший режиссёр (Джонатан Демми)
- Лучший сценарий (Тед Толли)

Фильм входит в список лучших картин мира по мнению пользователей сайта IMDb.com.
Роман также частично экранизирован в телесериале «Ганнибал». Роль Лектера исполнил датский актёр Мадс Миккельсен.
Американский телесериал 2021 года «Кларисса» основан на романе. Роль Кларисы Старлинг исполнила австралийская актриса Ребекка Бридс. Действие сериала происходит в 1993 году, спустя год после событий, изложенных в романе «Молчание ягнят».

## Награды
- 1988 год: Премия Брэма Стокера в категории Лучший роман (победа)[2]
- 1988 год: Anthony Award в категории Лучший роман (победа)[3]
- 1989 год: World Fantasy Award в категории Лучший роман (номинация)[4]

## Издания на русском языке
- Молчание ягнят / Томас Харрис / пер. с англ. И. И. Полоцка; сост.: А. Перов; худож. Н. Кладов. — Рига: Gvi Do, 1993. — 479 с. (Бестселлеры Голливуда). ISBN 9984-591-00-0, 150000 экз.
- Харрис Т. Молчание ягнят. / пер. с англ. И. Бессмертной, И. Данилова. — М.: Вагриус, 1993. — 400 с. ISBN 5-7027-0019-8 Тираж: 300000 экз.
- Харрис Т. Молчание ягнят. / пер. с англ. С. Кузьмича. — Мн.: Старый Свет, 1993. — 286 с. (Детективы Старого Света) ISBN 5-88016-009-2 Тираж: 100000 экз.
- Харрис Т. Молчание ягнят. (пер. с англ. Ю. Васютина) // Молчание ягнят: сборник. — Тула: Арктоус, Тулбытсервис, 1993. — С. 5—151. — 416 с. (Зарубежный детектив. Фантастика. Мистика) Тираж: 100000 экз. ISBN 5-85267-015-4